# Marieta Morosina Priuli
Marieta Morosina Priuli (fl. 1665) est une compositrice italienne.

## Biographie
Marieta Morosina Priuli naît à Venise dans la famille Morosina,. Elle publie une collection d'œuvres en 1667, dédiées à l'Impératrice Douairière Eleonor Madeleine de Neubourg, intitulé Balletti e correnti.